# Чехословаччина на літніх Олімпійських іграх 1920
Чехословаччина взяла участь в Літніх Олімпійських іграх 1920 року в Антверпені (Бельгія) вперше після утворення Чехословаччини (1918). Раніше на Іграх виступала команда Богемії. 
До складу спортивної делегації увійшло 119 спортсменів: 118 чоловіків і 1 жінка, які брали участь в 51 змаганні з 13 видів спорту. Збірна завоювала дві бронзових медалі.

## Медалісти
Бронза
- Карел Гартманн, Вілем Лоос, Ян Палоуш, Ян Пека, Карел Пешек, Йозеф Штроубек, Отакар Віндиш, Карел Вельцер — Хоккей.
- Мілада Скрбкова, Ладіслав Жемла — Теніс, змішані парні змагання.

## Учасники

### Легка атлетика
В змаганнях з легкої атлетики від Чехословаччини взяли участь 16 спортсменів (усі чоловіки). Вацлав Воралік зайняв 4-те місце в бігу на дистанції 1500 м. Інші чехословацькі атлети не змогли втрутитися в боротьбу за медалі, фінішувавши далеко від призових місць.

### Спортивна гімнастика
На Олімпійських іграх 1920 Чехословаччину представляли шістнадцять гімнастів, які змагалися в одному з трьох командних змагань і зайняли четверте з п'яти місць в командному заліку.

### Футбол
Збірна Чехословаччини, до складу якої ввійшло 14 футболістів, вперше брала участь в олімпійському футбольному турнірі, але, здолавши трьох суперників з загальним рахунком 15-1, вийшла до фіналу, де зустрілася зі збірною  Бельгії, господаркою Олімпіади. Через упереджене суддівство бригади англійських суддів за рахунку 2-0 на користь збірної Бельгії на 40-й хв. команда Чехословаччини залишила поле, за що була дискваліфікована і не отримала ніякої медалі.
|                    | Дисципліна                               | Перший раунд               | Чвертьфінал               | Півфінал                 | Фінал                   | Фінал           |
| Суперник Результат | Дисципліна                               | Суперник Результат         | Суперник Результат        | Суперник Результат       | Місце                   |                 |
| ------------------ | ---------------------------------------- | -------------------------- | ------------------------- | ------------------------ | ----------------------- | --------------- |
| Чехословаччина     | Футбол на літніх Олімпійських іграх 1920 | Югославія · Перемога · 7-0 | Норвегія · Перемога · 4-0 | Франція · Перемога · 4-1 | Бельгія · Поразка · 0-2 | Дискваліфікація |

### Хокей
Збірна Чехословаччини, до складу якої ввійшло 8 хокеїстів, вперше брала участь в олімпійському хокейному турнірі і завдяки олімпійській системі, програвши два перших матчі збірним Канади і США з загальним рахунком 0-31, отримала можливість поборотися за бронзові медалі і скористалася своїм шансом, подолавши збірну Швеції з рахунком 1-0.
|                    | Дисципліна                              | Чвертьфінал             | Фінал за срібні медалі | Фінал за бронзові медалі | Фінал за бронзові медалі |
| Суперник Результат | Дисципліна                              | Суперник Результат      | Суперник Результат     | Місце                    |                          |
| ------------------ | --------------------------------------- | ----------------------- | ---------------------- | ------------------------ | ------------------------ |
| Чехословаччина     | Хокей на літніх Олімпійських іграх 1920 | Канада · Поразка · 0-15 | США · Поразка · 0-16   | Швеція · Перемога · 1-0  | 3                        |